# 解冬
解冬（1971年2月—），女，汉族，上海人，中华人民共和国政治人物。现任中国民主建国会中央委员会副主席，上海市委员会主任委员，上海市人民政府副市长。